# Macédoniens (peuple)
Cet article concerne le peuple macédonien slave. Pour les autres significations, voir Macédoniens. Pour la langue macédonienne, voir macédonien.
Les Macédoniens (en macédonien : Македонци : Makedonci) sont un peuple slave méridional originaire de la région de Macédoine. La majorité des Macédoniens vivent en Macédoine du Nord, mais on trouve des minorités macédoniennes à l'est de l'Albanie, au Sud-Ouest de la Bulgarie (notamment dans l'oblast de Blagoevgrad), en Grèce du Nord et en Serbie méridionale, ainsi que dans la diaspora. Ils parlent le macédonien, langue slave méridionale s'écrivant dans une variante de l'alphabet cyrillique.
Les origines des Macédoniens remontent à l'époque byzantine, à l'installation des Slaves dans les Balkans à partir du VIe siècle, aux premières Sklavinies de Macédoine et à leur conversion au christianisme à partir du VIIe siècle. Pendant la longue domination des Ottomans (XIVe et XXe siècles), les révoltes des Macédoniens chrétiens orthodoxes se sont succédé, mais une partie d'entre eux, appelés Torbèches, ont adopté l'islam pour ne plus subir le haraç (double imposition sur les non musulmans) et le devchirmé (enlèvement des garçons pour devenir des janissaires).

## Origines
Les études génétiques sur le peuple macédonien montrent des liens avec les tribus slaves installées en Macédoine aux VIe et VIIe siècles, mais aussi avec les autres peuples aborigènes qu'ils ont assimilés (Illyriens, Thraces plus ou moins hellénisés ou romanisés, anciens Macédoniens hellénisés, Grecs anciens…). Ainsi, du point de vue génétique, les Macédoniens sont étroitement liés aux autres populations des Balkans et du point de vue linguistique, leur langue, considérée comme un dialecte du bulgare jusqu'en 1945, fait partie de l'union linguistique balkanique,.
Au Moyen Âge, le dialecte bulgare des environs de Thessalonique dit « de Nikopol-Zarovo » est considéré par les linguistes comme la base du premier alphabet slave glagolitique, et ce dialecte lui-même est devenu langue slave littéraire et langue liturgique de l'Église orthodoxe dans les Balkans et dans les principautés danubiennes, où les recherches archéologiques et le patrimoine monumental permettent la découverte d'une riche culture de la période médiévale, dont de nombreuses fresques, iconostases et sculptures dans les églises et les monastères.
Il existe aussi des théories protochronistes sur les origines du peuple macédonien : la plus populaire en Macédoine du Nord est la thèse d'une filiation directe avec les Macédoniens anciens, voire avec les hommes préhistoriques ayant vécu dans la région, théorie qui postule une slavisation purement linguistique des populations aborigènes,. Au XXIe siècle, cette théorie est diffusée en particulier par les historiens Alexandãr Donski et Vasil Iljov. Elle est cependant partiellement réfutée par les études génétiques plus récentes.

## Histoire

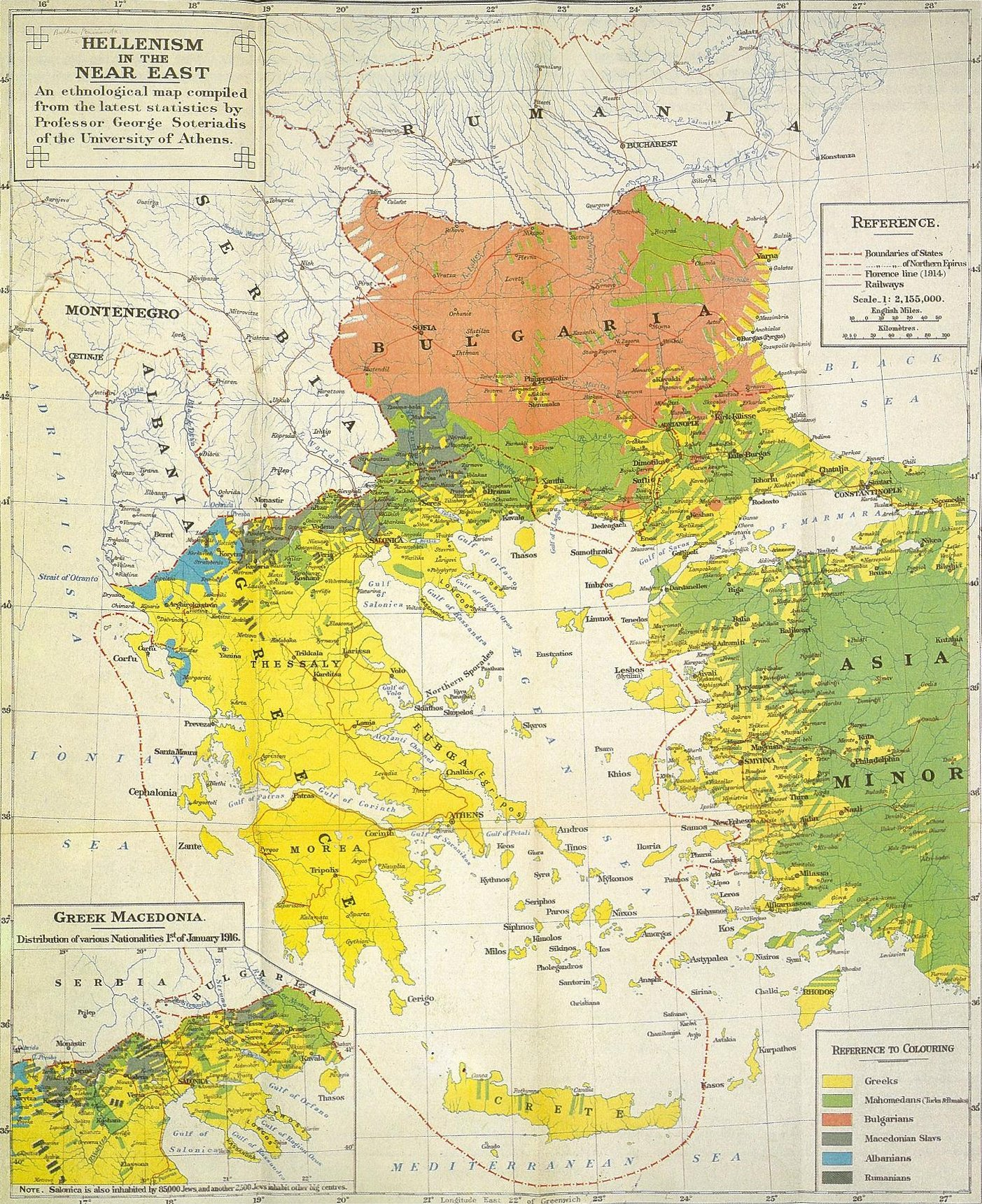
Carte ethnologique grecque des Balkans de 1918, montrant (en brun) les « Macédoniens slaves » séparément des Bulgares.

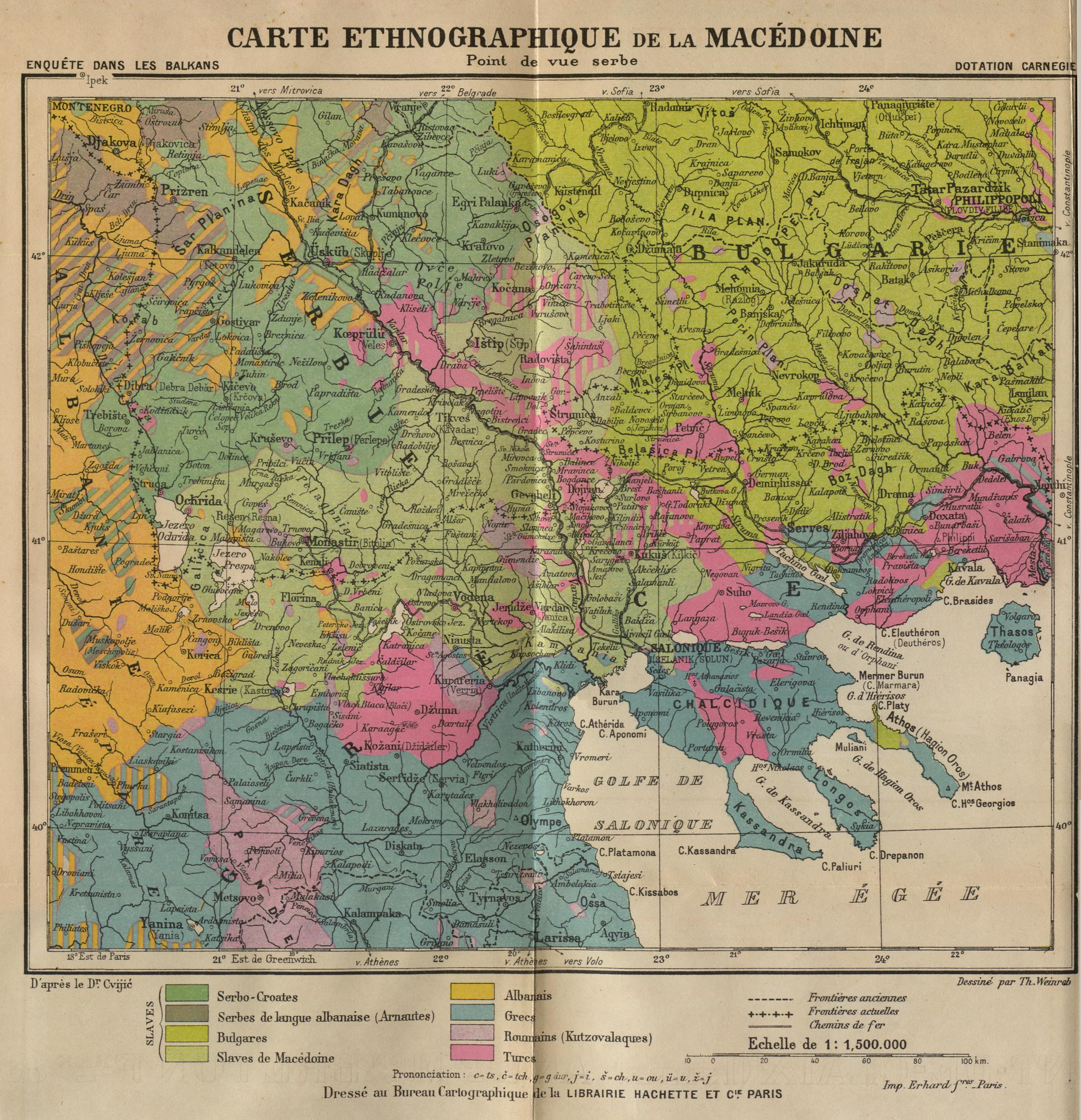
Carte ethnologique serbe des Balkans de 1918, montrant les « Slaves de Macédoine ».

La désignation « macédonien » a été adoptée sous l'influence serbe par certains Slaves de Macédoine, dans la seconde moitié du XIXe siècle, sans qu'il soit précisé si elle était alors purement géographique (habitants de la région de Macédoine parmi les « Bulgares », comme les désignaient alors les ethnologues et les linguistes),, ou bien déjà ethnique (comme l'affirment les historiens macédoniens dont Blaže Ristovski) ce qui les sépare de l'identité bulgare. Quoi qu'il en soit, l'identité nationale macédonienne commence à se manifester politiquement dans le dernier tiers du XIXe siècle à travers les komitadjis de l'Organisation révolutionnaire intérieure macédonienne.
À partir de 1913, sous l'influence serbe puis yougoslave, les Macédoniens slaves commencent à se différencier de la Bulgarie et à adopter un nationalisme macédonien exclusif,. Selon Ivan Katardjiev, la conscience macédonienne a commencé à se développer massivement après la Première Guerre mondiale, principalement en Serbie et en Grèce. Une nation macédonienne définie par la Constitution de la Yougoslavie fédérale communiste, qui lui accorde une république socialiste fédérée. Ce même régime yougoslave va définitivement supprimer le sentiment d'appartenance bulgare, auparavant majoritaire, au sein de la population, par une politique d'assimilation et de négationnisme historique bulgarophobe, notamment pour éviter de potentielles prétentions territoriales de la Bulgarie sur cette région. Cette assimilation se fait parfois par la force, comme durant les répressions du Noël sanglant, en 1945. 

## Population

Répartition ethnique par commune en 2021 :
Macédoniens
Albanais
Turcs
Roms

La grande majorité des Macédoniens vit le long du Vardar, fleuve qui traverse la Macédoine du Nord. Les Macédoniens représentent environ 66 % de la population totale de la Macédoine du Nord.
Un nombre indéterminé de personnes s'identifiant comme Slavo-Macédoniens vivent dans le Nord de la Grèce où ils sont appelés « Helléno-Slaves ». Elle sont principalement des membres de la communauté bulgare de Macédoine grecque victimes de la propagande yougoslave communiste. Deux tentatives de former des partis politiques « macédoniens » ont été jugées inconstitutionnelles tant en Grèce qu'en Bulgarie, pays où il n'existe aucun recensement officiel récent (postérieur à 1970) permettant d'évaluer précisément le nombre de ces minorités. En Grèce leur nombre serait estimé à 20 000, tandis qu'en Bulgarie le recensement de 2021 fait état de 1143 citoyens s'étant identifiés comme Macédoniens ethniques.
Outre la diaspora économique récente, un faible nombre de Macédoniens résidait déjà dans les autres pays limitrophes, à savoir l'Albanie et la Serbie ; ils y sont généralement concentrés dans les régions frontalières. Une diaspora plus importante est installée dans les pays occidentaux (Australie, Allemagne, Italie, Royaume-Uni…).
Il existe par ailleurs des communautés macédoniennes immigrées en Roumanie et en Pologne, datant de l'exode des réfugiés slavo-macédoniens communistes originaires de Grèce pendant et après la guerre civile grecque. Sous l'ère communiste, ces deux communautés étaient, dans ces pays, reconnues comme minorités nationales, avec les droits afférents à ce statut.
Actuellement, seuls les Macédoniens de Roumanie en bénéficient encore. Parmi les groupes ethniques de Roumanie, les Slavo-Macédoniens (Macedoneni) sont comptés à part des Bulgares (Bulgari) et disposent d'un représentant garanti à la Chambre des députés roumaine, tandis que les Romano-Macédoniens sont comptés comme Roumains (même si en langage courant on les appelle Machedoni).
En revanche, la Pologne, depuis qu'elle est devenue nationaliste, a retiré le statut de minorité nationale aux Macédoniens et aux Grecs, considérant qu'il ne s'agissait pas de minorités ethniques de Pologne, mais d'immigrés, ne satisfaisant pas aux critères de reconnaissance en tant que minorité nationale.

## Culture

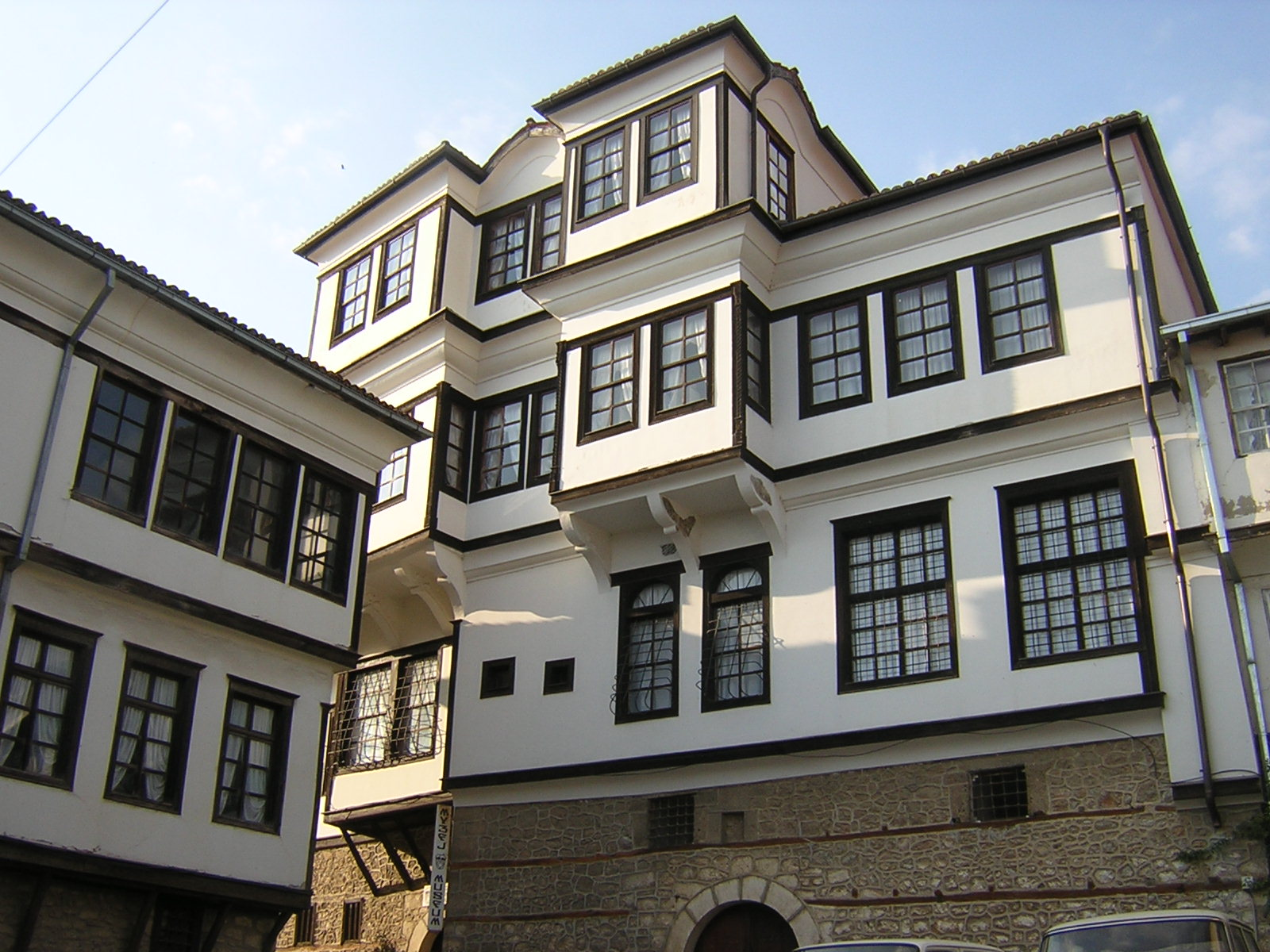
Architecture à Ohrid.

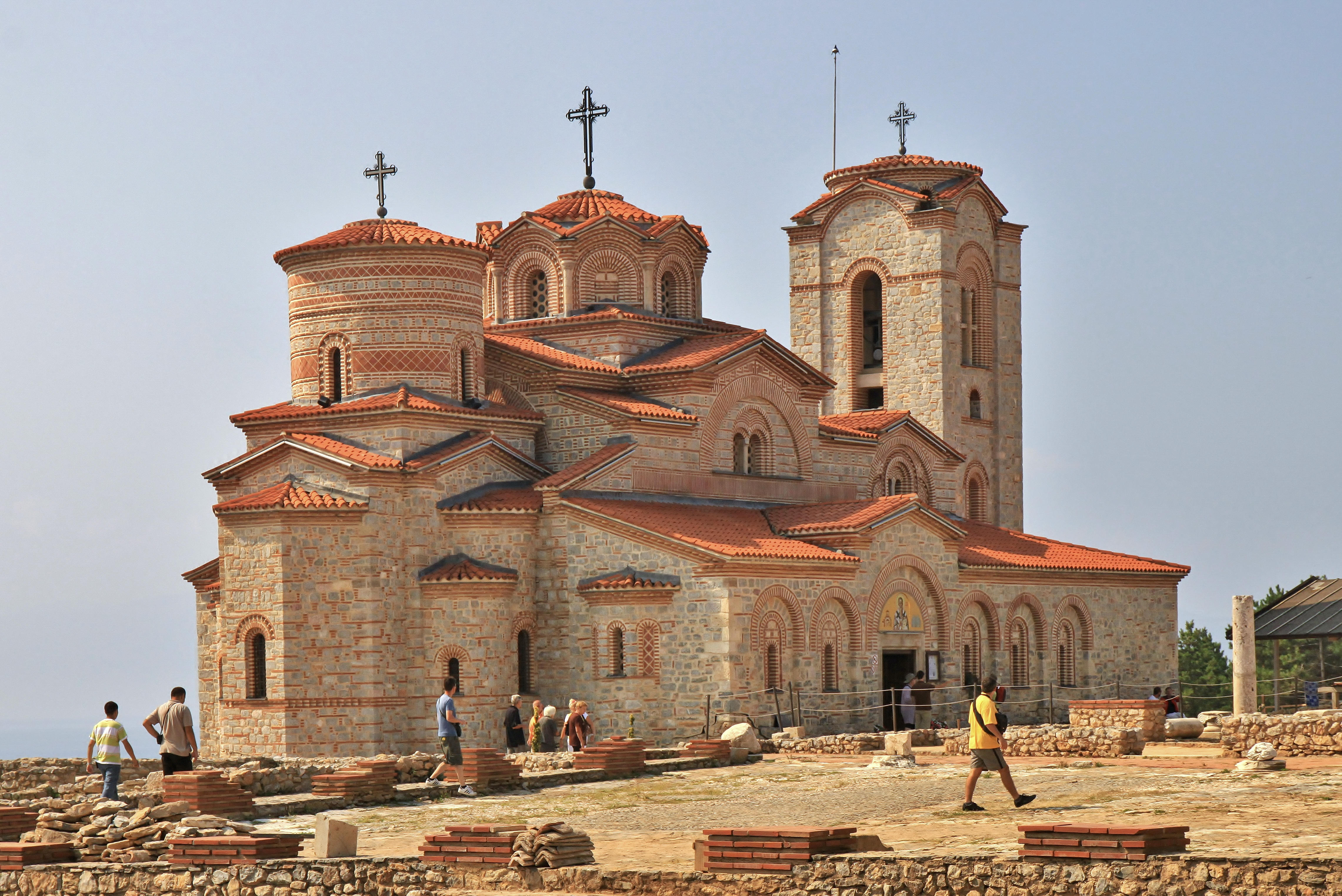
Monastère Saint Panteleimon à Plaošnik (Ohrid).

La culture du peuple macédonien est influencée par le passé slave dont l'héritage est la langue et la majeure partie de la toponymie, byzantin dont l'héritage est la forme orthodoxe du christianisme et les arts religieux, et ottoman dont l'héritage est essentiellement culinaire et musical. Les contes et légendes, la musique populaire et la poésie folklorique sont communes avec les autres peuples des Balkans et résultent d'un syncrétisme entre ces diverses influences, et avec le substrat grec et thrace antérieur. L'héritage culturel bulgare est particulièrement associé au folklore, aux costumes, à l'architecture et à l'artisanat.

## Personnalités macédoniennes

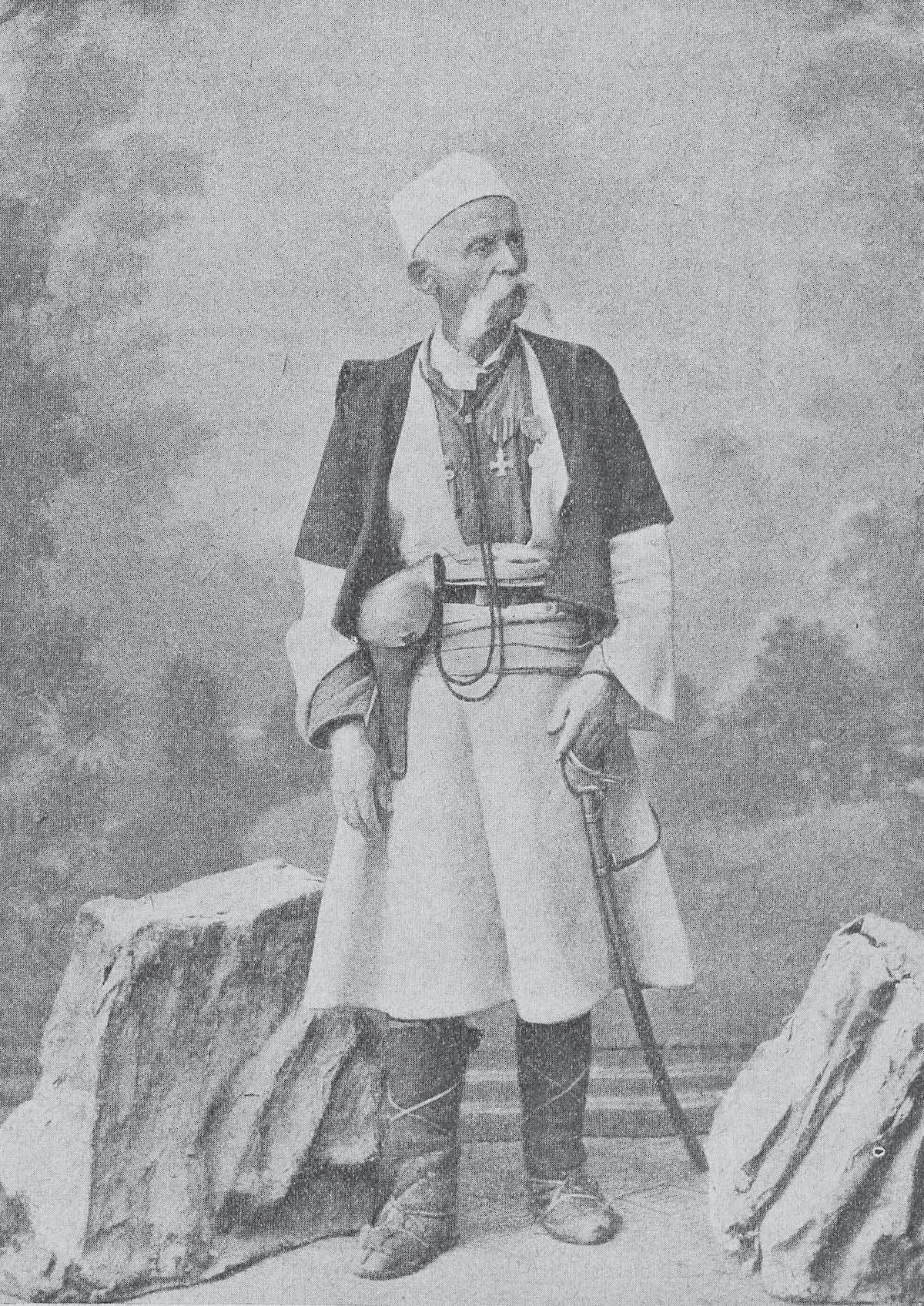
Georgi Pulevski.
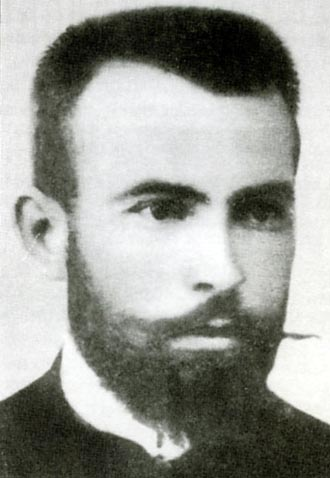
Krste Misirkov.
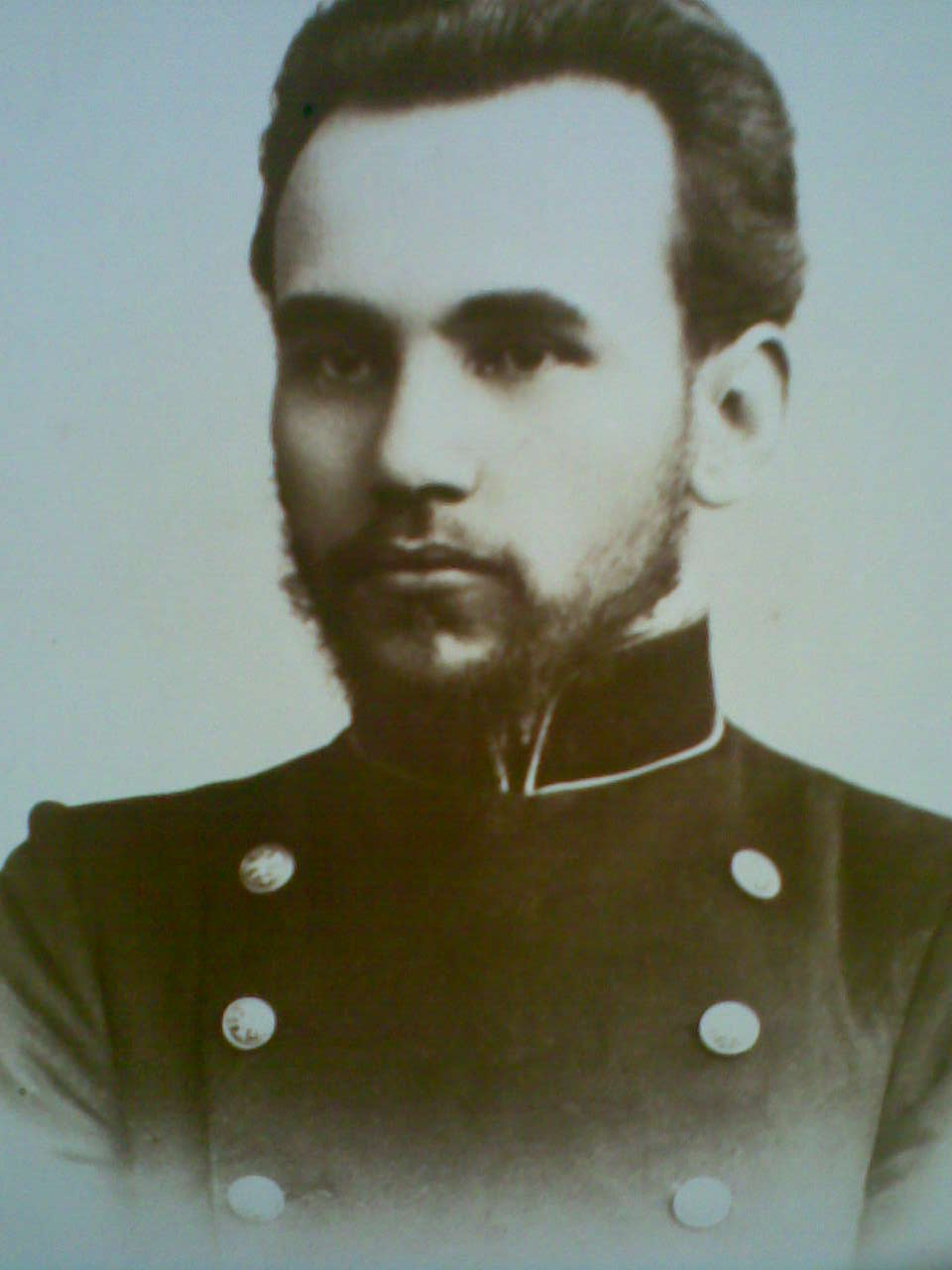
Dimitrija Čupovski.
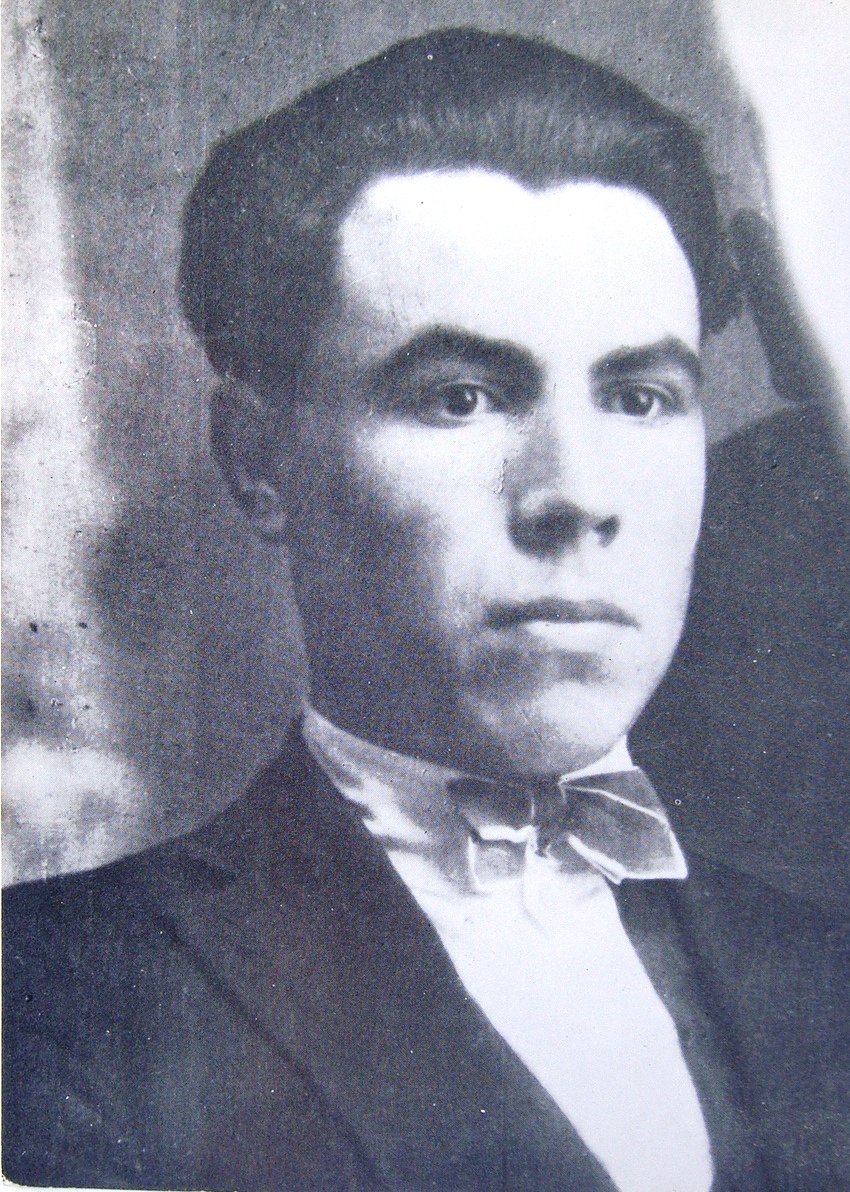
Kočo Racin.
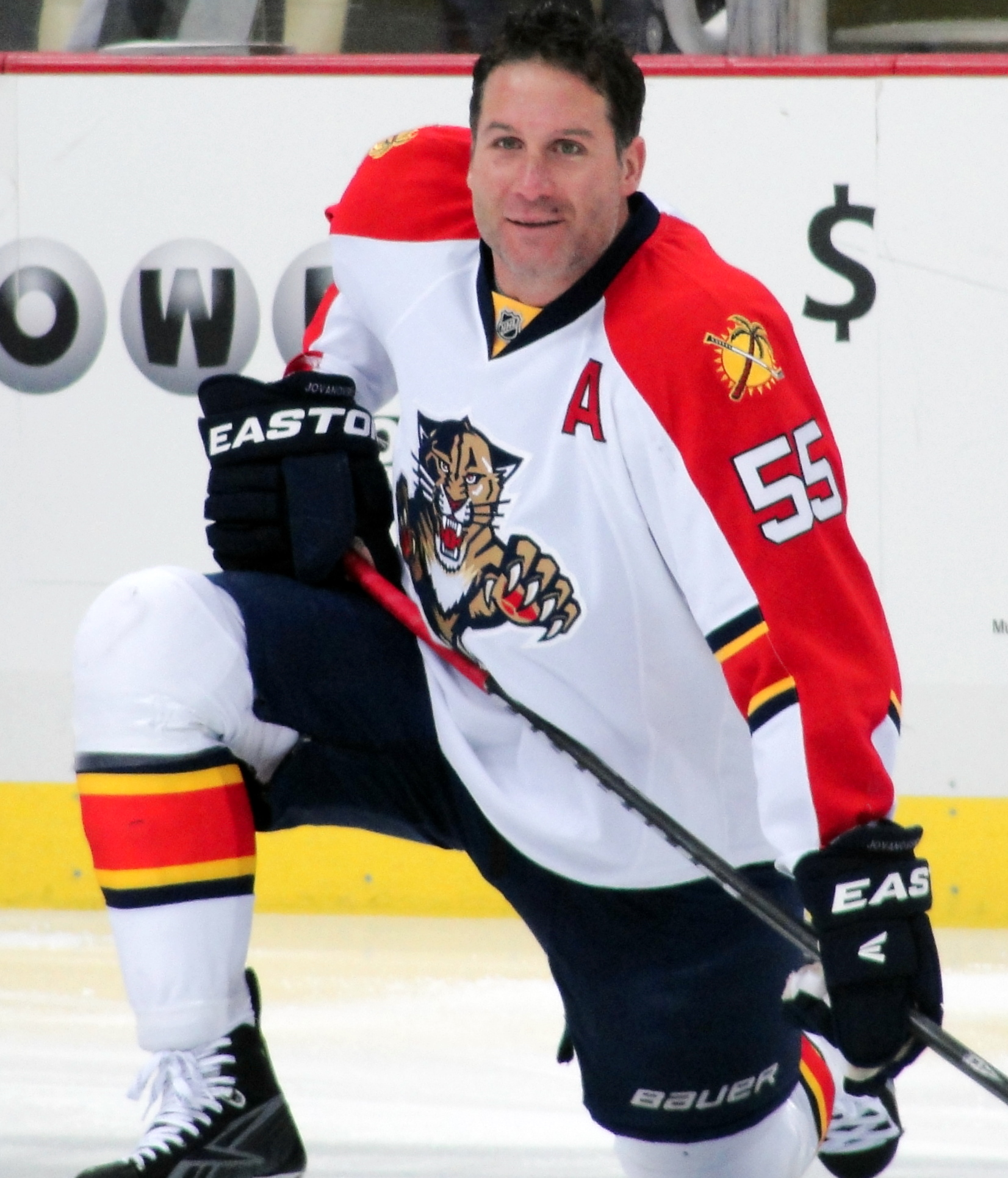
Ed Jovanovski.
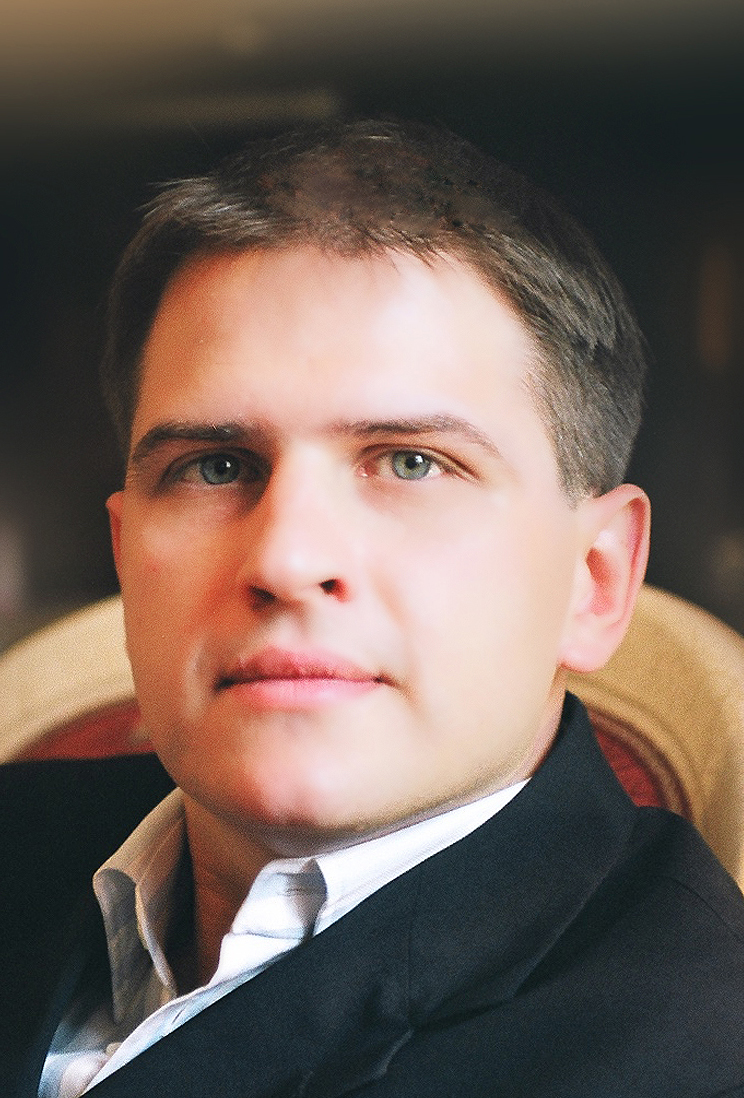
Blagoj Nacoski.
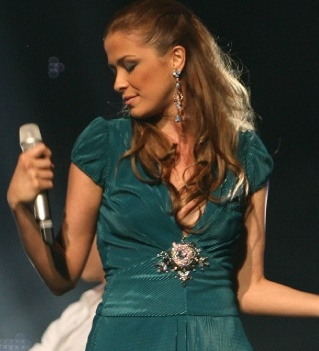
Karolina Gočeva.
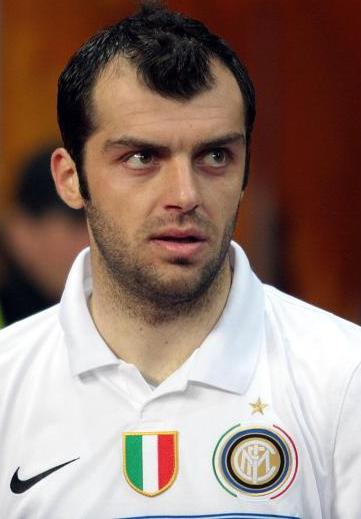
Goran Pandev.
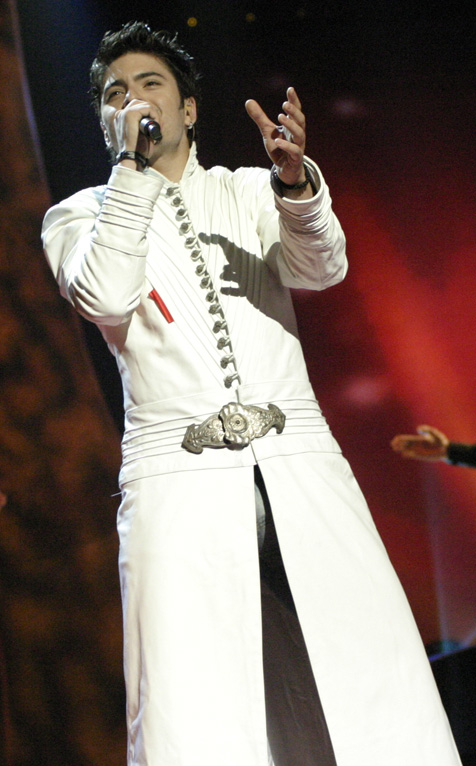
Toše Proeski.
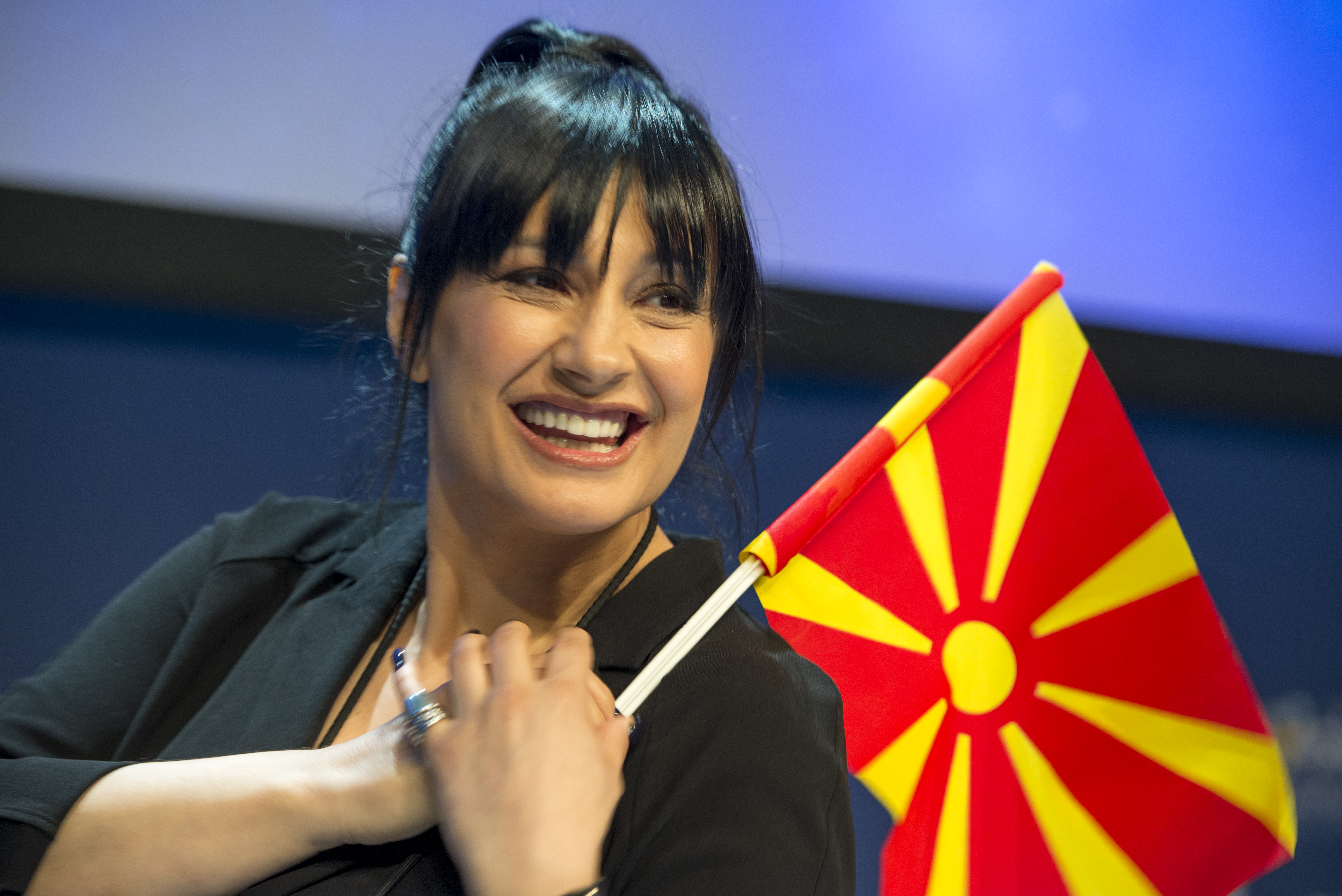
Kaliopi.
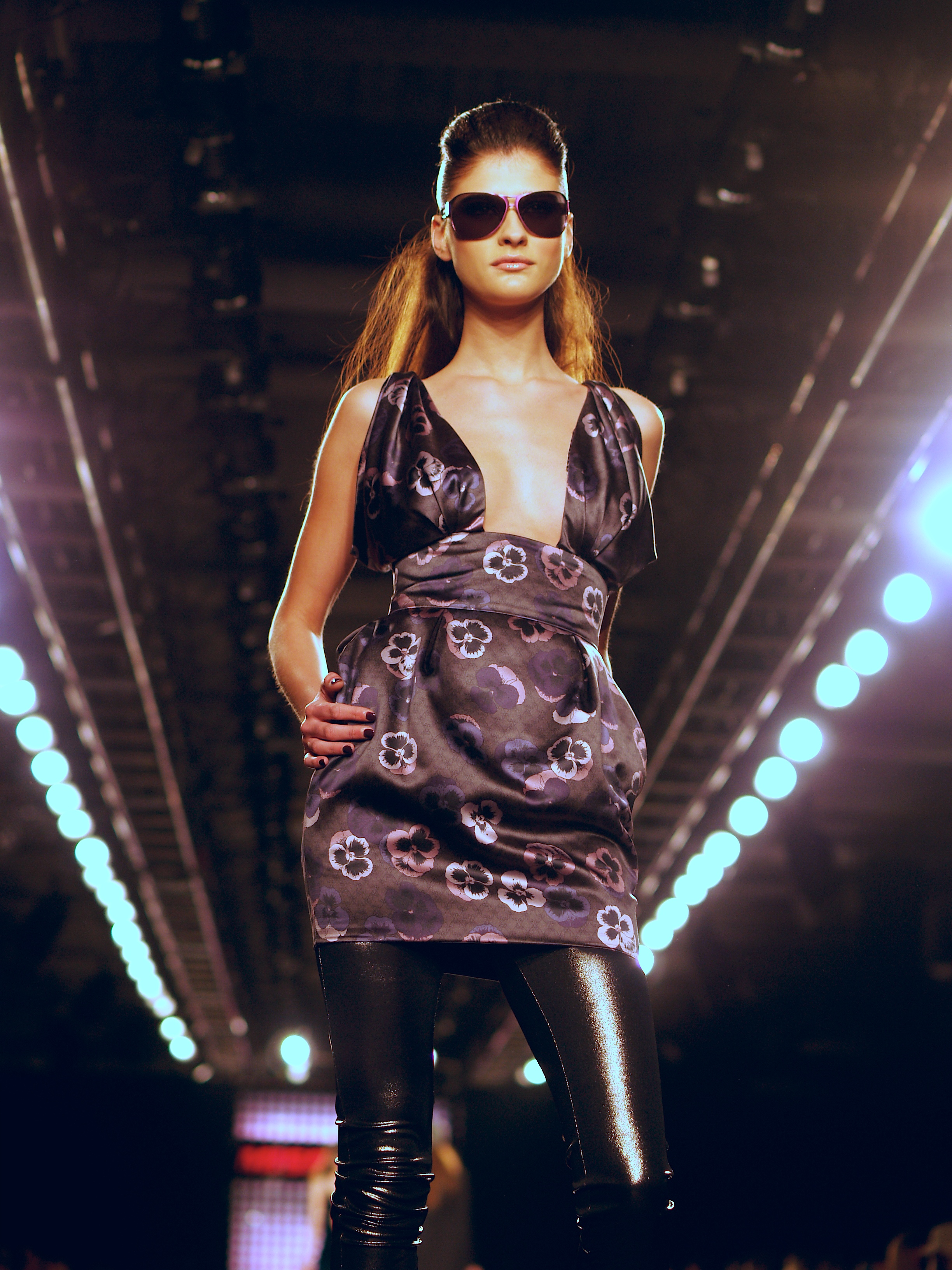
Katarina Ivanovska.
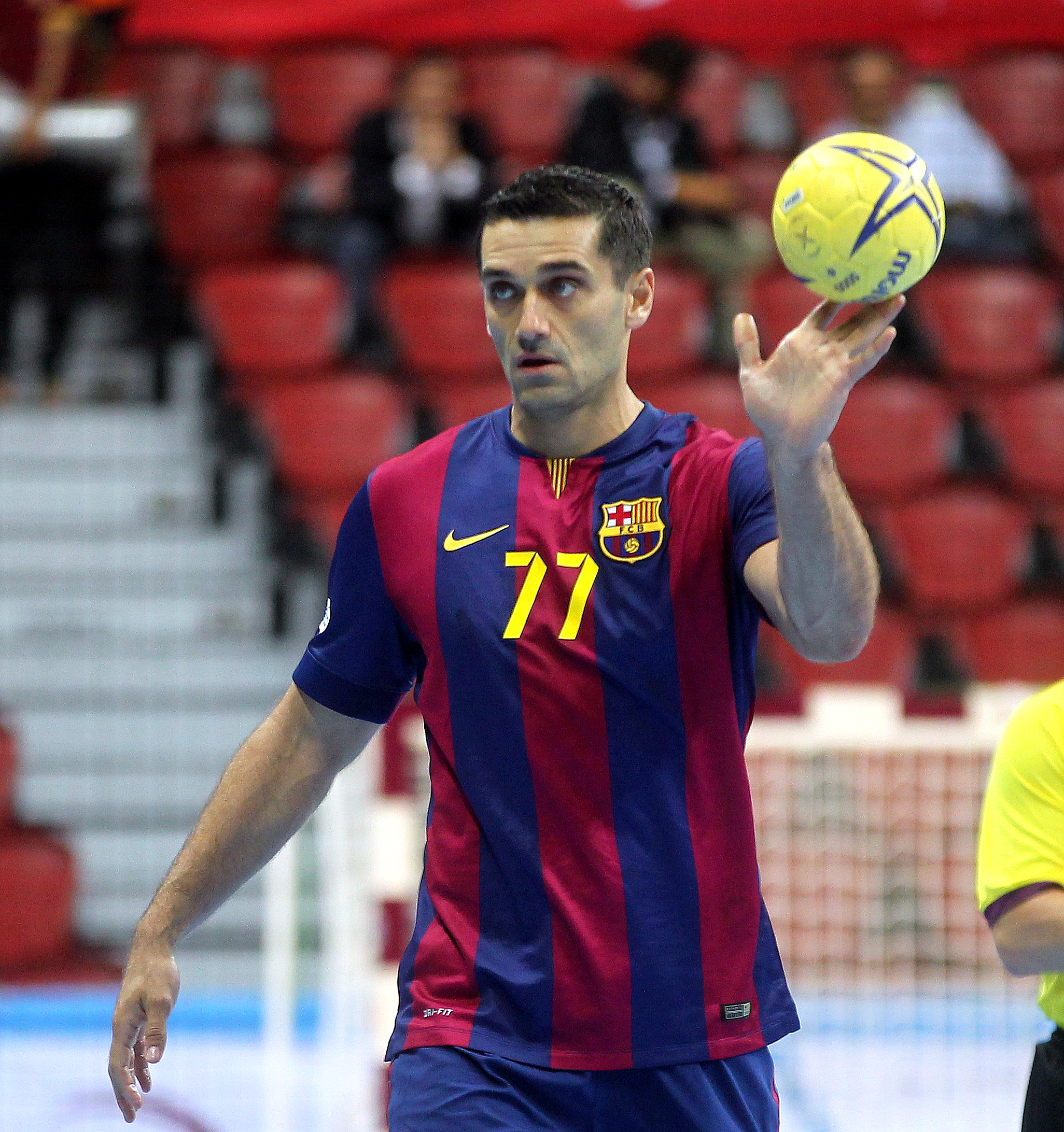
Kiril Lazarov.